# 海南球兰
海南球兰（学名：Hoya hainanensis）是夹竹桃科球兰属的植物，是中国的特有植物。分布在中国大陆的海南等地，生长于海拔300米的地区，一般生于河旁杂林中，目前尚未由人工引种栽培。
其种加词“hainanensis”意为“海南的”。
现接受名为卵叶球兰（Hoya ovalifolia Wight & Arn., 1834）。

## 异名
- Hoya hainanensis Merr.